# Dalborowice
Dalborowice – wieś w Polsce położona w województwie dolnośląskim, w powiecie oleśnickim, w gminie Dziadowa Kłoda.

## Podział administracyjny
| SIMC    | Nazwa   | Rodzaj     |
| ------- | ------- | ---------- |
| 0197014 | Mąkocin | przysiółek |
| 0197020 | Nowiec  | przysiółek |
| 0197037 | Wygoda  | przysiółek |

W latach 1975–1998 miejscowość administracyjnie należała do województwa kaliskiego.

## Nazwa
Według niemieckiego językoznawcy Heinricha Adamy’ego nazwa miejscowości pochodzi od staropolskiej nazwy lasu iglastego - boru. W swoim dziele o nazwach miejscowych na Śląsku wydanym w 1888 roku we Wrocławiu wymienia jako najstarszą zanotowaną nazwę miejscowości Dalborowice podając jej znaczenie "Weit hinten im Walde gelegen" czyli po polsku "Leżąca daleko w głębi boru".
W księdze łacińskiej Liber fundationis episcopatus Vratislaviensis (pol. Księga uposażeń biskupstwa wrocławskiego) spisanej za czasów biskupa Henryka z Wierzbna w latach 1295–1305 miejscowość wymieniona jest w zlatynizownej formie Elgotha Daleborii.

## Zabytki
Do wojewódzkiego rejestru zabytków wpisany jest:
- zespół pałacowy z czwartej ćwierci XIX w.:
  - pałac w Dalborowicach, obecnie dom nr 22
  - park.